# Ian Wilkinson
Ian Wilkinson (Bristol, 14 april 1979) is een Engels voormalig professioneel wielrenner en mountainbiker.

## Overwinningen
2000
 Brits kampioen cross country, Beloften
2008
 Brits kampioen marathon, Elite
2009
East Midlands International Cicle Classic
2e etappe FBD Insurance Rás
2011
1e etappe Ronde van Tsjechië (ploegentijdrit)
2012
3e etappe Ronde van Romandië
2013
Rutland-Melton International Cicle Classic

## Ploegen
- 2009 –  Team Halfords
- 2010 –  Endura Racing
- 2011 –  Endura Racing
- 2012 –  Endura Racing
- 2013 –  Team UK Youth
- 2014 –  Raleigh-GAC
- 2015 –  Team Raleigh-GAC
- 2016 –  Pedal Heaven

Bauer · Blain · Camaño · Christie · Creber · Hand · Hayles · King · Lines · McCallum · Moss · Oliphant · Partridge · Thwaites · C. Wilkinson · I. Wilkinson
Anderson · Bauer · Blain · Camaño · Clarke · Hayles · de Jonge · Mandri · Moss · Oliphant · Partridge · Pritchard · Thwaites · Voss · Wetterhall · C. Wilkinson · I. Wilkinson
Anderson · Bibby · Blain · Camaño · Dempster · Downing · Mandri · McEvoy · Partridge · Rowsell · Thwaites · Tiernan-Locke · Voss · Wetterhall · Wilkinson · Windsor
Barker · Białobłocki · Gustavsson · Horton · Hunt · Lowsley-Williams · Mansell · Mould · Opie · Partridge · Tanguy · Wilkinson
Atkins · Barker · Blain · Boulo · Christian · Kneisky · Oliphant · Perett · Stones · Wilkinson
Chapman · Ferguson · Fox · Fry · Gardias · Gullen · Jones · McGowan · Paton · Pullar · Stedman · Tanfield · Tipper · Townsend · Webber · Wilkinson · Womersley